# Герб лондонського району Ілінг
Герб лондонського району Ілінг — офіційний геральдичний герб лондонського району Ілінг, наданий 1 вересня 1965 року.
Основна фігура щита — дуб, вид дерева, який також був присутній на гербах як муніципального округу Ілінг, так і муніципального району Актон; у пізнішому це був промовистий герб, оскільки Ектон вважається «дубовим містом», і це також може мати промовисте значення для Норвуд Грін (Північний Вуд) і Саутхолл (Південний Холт). Дуб плодоносний, тобто зображений з жолудями. Є два жолудя, що не вказано на гербі, але підтримується традицією, оскільки вони символізують оригінальні дві палати у теперішньому районі. Дерево росте з трав'янистої основи, як на колишньому гербі Актона, і стоїть на тлі срібного поля, як на колишньому гербі Ілінга. Подібно до колишнього герба Актона, на щиті зображено главу, і тут вона червона із трьома золотими саксонськими коронами, що представляють три колишні містечка Міддлсексу та графство, яке подібним чином символізувалося також у теперішньому застарілому гербі Ради Великого Лондона.
На відміну від багатьох інших лондонських районів, герб лондонського району Ілінг складається лише зі щита та девізу та не має шолома, герба чи щитотримачів.

## Блазон
Герб: у срібному полі з зеленої гори в основі зелений дуб із золотими жолудями, у червоній главі три золоті саксонські корони. Девіз: «PROGRESS WITH UNITY» (ПРОГРЕС З ЄДНОСТЮ).